# Krčka biskupija
Krčka biskupija je biskupija u Hrvatskoj, sa sjedištem u Krku. Sufraganska je biskupija Riječke nadbiskupije.
Tragovi značajnog sjedišta ranog kršćanstva u današnjem Krku se vide po ostatcima katedrale iz 5. stoljeća i starorimskim natpisima.

## Opći podatci
Danas se Krčka biskupija, površine 1119 km2, prostire na otoke Krk, Cres, Rab, Lošinj, Ilovik, Sv. Petar, Susak, Unije, Velike i Male Srakane i dio otoka Paga.
Svetac zaštitnik ove biskupije je Sveti Kvirin Sisački, biskup i mučenik, a suzaštitnici su Sveti Gaudencije, osorski biskup iz 11. st. te Sveti Kristofor, starokršćanski mučenik.
Crkvena upravna organizacija Krčke biskupije se sastoji od 51 župe i 6 dekanata:
- krčkog
- omišaljskog
- vrbničkog
- creskog
- rapskog
- malološinjskog

Redovništvo je u Krčkoj biskupiji zastupljeno s 9 samostana (muških) i 19 ženskih redovničkih zajednica.

## Povijest

### Povijesna sjedišta
Sjedišta od nadbiskupija koja su bile nadređene Krčkoj su se nalazila u Saloni, Splitu, Akvileji, Zadru, Gradu i Veneciji. 

### Nakon proširenja
Teritorij Krčke biskupije je proširen 30. lipnja 1828., kada su joj pripojene Osorska i Rapska biskupija, ukinute istom bulom pape Lava XII. “Locum Beati Petri” (Mjesto blaženog Petra).

3. kolovoza 1830., papa Pio VIII. bulom Krčku biskupiju podređiva Goričkoj nadbiskupiji sve do Rapalskog sporazuma od 12. studenog 1920., kada teritorijalno prekrajanje zapadnih hrvatskih krajeva iz Austro-Ugarske je ostavilo dijelove Krčke biskupije u Italiji (otoci Cres, Lošinj, Unije, Velike i Male Srakane).

Novom crkvenom teritorijalnom organizacijom ta područja su pripojena Riječkoj biskupiji, a od 1. kolovoza 1932. Zadarskoj, kad je papa Pio XI. objavio bulu “Pastorale munus” (Pastirska služba).

Preostali dio Krčke biskupije je organizacijski bio izravno podređen Vatikanu i to ispravom od 25. studenog 1933.

Nove promjene državnih granice iz travnja 1945. su dovele i do promjena u crkvenoj teritorijalnoj organizaciji tako da su Hrvatskoj vraćena područja Krčke biskupije već 1948. dana na upravu Krčkoj biskupiji, a konačno integriranje je izvršeno odlukom Konzistorijalne kongregacije od 6. siječnja 1963.

27. srpnja 1969. Krčka biskupija postaje dijelom novouspostavljene Riječke nadbiskupije.

## Biskupi

### Nakon proširenja
- Ivan Antun Sintić (1792. – 1837.) iz Krka
- Bartol Bozanić (1839. – 1854.), iz Vrbnika
- Ivan Josip Vitezić (1854. – 1877.), iz Vrbnika
- Franjo Anijan Feretić (1880. – 1893.), iz Vrbnika
- Andrija Marija Sterk (1894. – 1896.), iz Voloskog
- Antun Mahnić (1896. – 1920.) iz Kobdila kraj Gorice, iz Slovenije
- Josip Srebrnić (1923. – 1966.), iz Solkana kraj Gorice, iz Slovenije
- Karmelo Zazinović (1961. – 1989.), iz Krka
- Josip Bozanić (1989. – 1997.), iz Vrbnika
- Valter Župan (1998. – 2015.), s Lošinja
- Ivica Petanjak (2015. – danas), iz Drenja

## Poznati svećenici
- kardinal Josip Bozanić
- Zlatko Sudac

## Vanjske poveznice
- Službene stranice